# Mercer County, Missouri
Mercer County är ett administrativt område i delstaten Missouri, USA, med 3 785 invånare. Den administrativa huvudorten (county seat) är Princeton.

## Geografi
Enligt United States Census Bureau så har countyt en total area på 1 178 km². 1 176 km² av den arean är land och 3 km² är vatten.    

### Angränsande countyn
- Decatur County, Iowa - nordväst
- Wayne County, Iowa - norr
- Putnam County - öst
- Sullivan County - sydost
- Grundy County - söder
- Harrison County - väst